# AFC Ajax in het seizoen 1954/55
Het seizoen 1954/1955 was het eerste jaar in het bestaan van de Amsterdamse betaaldvoetbalclub Ajax. De club kwam uit in de Eerste klasse D en eindigde daarin op de derde plaats, dit betekende dat de club in het nieuwe seizoen uitkwam op het hoogste voetbalniveau.

## Wedstrijdstatistieken

### Eerste klasse B(afgebroken)
|       | Be Quick | DOS   | EDO   | Enschedese Boys | Go Ahead | Heracles | N.E.C. | Rigtersbleek | Stormvogels | Veendam | De Volewijckers | Zwolsche Boys |
| ----- | -------- | ----- | ----- | --------------- | -------- | -------- | ------ | ------------ | ----------- | ------- | --------------- | ------------- |
| Thuis | –        | 2 – 2 | –     | 3 – 2           | –        | –        | –      | –            | –           | 7 – 1   | –               | 5 – 1         |
| Uit   | 1 – 4    | –     | 3 – 2 | –               | 2 – 4    | –        | 2 – 3  | –            | –           | –       | 1 – 1           | –             |

### Eerste klasse D
|       | AGOVV | Be Quick | BVV   | D.F.C. | Eindhoven | Sportclub Enschede | De Graafschap | HVC   | RBC   | De Volewijckers | VSV   | VVV   | Xerxes |
| ----- | ----- | -------- | ----- | ------ | --------- | ------------------ | ------------- | ----- | ----- | --------------- | ----- | ----- | ------ |
| Thuis | 3 – 1 | 5 – 1    | 4 – 1 | 3 – 2  | 1 – 1     | 3 – 0              | 3 – 0         | 1 – 1 | 3 – 1 | 3 – 0           | 2 – 2 | 2 – 3 | 1 – 1  |
| Uit   | 1 – 4 | 1 – 0    | 0 – 0 | 5 – 3  | 2 – 2     | 1 – 1              | 1 – 1         | 0 – 3 | 1 – 1 | 2 – 2           | 0 – 1 | 0 – 0 | 2 – 5  |

## Statistieken Ajax 1954/1955

### Eindstand Ajax in de Nederlandse Eerste klasse D 1954 / 1955
| Stand | Gespeeld | Gewonnen | Gelijk | Verloren | Punten | Doelpunten voor | Doelpunten tegen |
| ----- | -------- | -------- | ------ | -------- | ------ | --------------- | ---------------- |
| 3e    | 26       | 12       | 11     | 3        | 35     | 57              | 30               |

### Eindstand Ajax in de Nederlandse Eerste klasse B 1954 / 1955 (afgebroken)
| Stand | Gespeeld | Gewonnen | Gelijk | Verloren | Punten | Doelpunten voor | Doelpunten tegen |
| ----- | -------- | -------- | ------ | -------- | ------ | --------------- | ---------------- |
| 1e    | 9        | 6        | 2      | 1        | 14     | 31              | 15               |

### Topscorers
| #              | Naam              | Goal |
| -------------- | ----------------- | ---- |
| 1.             | Piet Burgers      | 15   |
| 2.             | Loek den Edel     | 12   |
| 3.             | Rinus Michels     | 11   |
| 4.             | Joop Butter       | 5    |
| 4.             | Arend van der Wel | 5    |
| 6.             | Klaas Bakker      | 3    |
| 6.             | Gé van Dijk       | 3    |
| 8.             | Bobby Haarms      | 1    |
| 8.             | Toon Standaar     | 1    |
| Eigen doelpunt |                   |      |
| –              | Kees Krijgh (BVV) | 1    |
| Totaal         | Totaal            | 57   |

| #      | Naam              | Goal |
| ------ | ----------------- | ---- |
| 1.     | Klaas Bakker      | 10   |
| 1.     | Piet Burgers      | 10   |
| 3.     | Arend van der Wel | 5    |
| 4.     | Rinus Michels     | 3    |
| 5.     | Sjaak Brokx       | 1    |
| 5.     | Gé van Dijk       | 1    |
| 5.     | Wim Starreveld    | 1    |
| Totaal | Totaal            | 31   |

## Voetnoten
1900—1911 · 1911/12 · 1912—1954 · 1954/55 · 1955/56 · 1956/57 · 1957—1970 · 1970/71 · 1971/72 · 1972—1994 · 1994/95 · 1995—1998 · 1998/99 · 1999/00 · 2000/01 · 2001/02 · 2002/03 · 2003/04 · 2004/05 · 2005/06 · 2006/07 · 2007/08 · 2008/09 · 2009/10 · 2010/11 · 2011/12 · 2012/13 · 2013/14 · 2014/15 · 2015/16 · 2016/17 · 2017/18 · 2018/19 · 2019/20 · 2020/21 · 2021/22 · 2022/23 · 2023/24 · 2024/25